# Élections législatives de 2020 au Nevada
Les élections législatives de 2020 au Nevada ont lieu le 3 novembre 2020 afin d'élire les 42 membres de l'Assemblée de l'État américain du Nevada.
Le parti démocrate l'emporte largement en termes de sièges, malgré une victoire des républicains au vote populaire.

## Système électoral
L'Assemblée du Nevada est la chambre basse de son parlement bicaméral. Elle est composée de 42 sièges pourvus pour deux ans au scrutin uninominal majoritaire à un tour dans autant de circonscriptions.

## Résultats
|                          |                          |           |       |        |               |  |  |  |  |
| Partis                   | Partis                   | Voix      | %     | Sièges | +/-           |  |  |  |  |
|                          | Parti républicain (R)    | 640 275   | 51,50 | 16     | 3             |  |  |  |  |
|                          | Parti démocrate (D)      | 581 197   | 46,74 | 26     | 3             |  |  |  |  |
|                          | Parti libertarien (L)    | 13 002    | 1,05  | 0      | en stagnation |  |  |  |  |
|                          | Américain indépendant    | 4 757     | 0,38  | 0      | en stagnation |  |  |  |  |
|                          | Autres                   | 4 134     | 0,33  | 0      | en stagnation |  |  |  |  |
|                          |                          |           |       |        |               |  |  |  |  |
| Votes valides            | Votes valides            | 1 243 365 | 88,32 |        |               |  |  |  |  |
| Votes blancs et nuls     | Votes blancs et nuls     | 164 396   | 11,68 |        |               |  |  |  |  |
| Total                    | Total                    | 1 407 761 | 100   | 42     | en stagnation |  |  |  |  |
| Abstentions              | Abstentions              | 414 405   | 23,74 |        |               |  |  |  |  |
| Inscrits / participation | Inscrits / participation | 1 822 166 | 77,26 |        |               |  |  |  |  |